# Едуард Гурк
Едуард Гурк (нім. Eduard Gurk; 17 листопада 1801, Відень — 31 березня 1841, Єрусалим) — австрійський художник, провідний представник бідермейера.

## Біографія
Народився в сім'ї художника Йосипа Ігнатія Гурка, який став його першим учителем в галузі образотворчого мистецтва. Пізніше Едуард Гурк навчався в Академії образотворчих мистецтв у Відні.
Незабаром став одним з провідних художників імперії, і зайняв місце художника при дворі. Часто супроводжував провідних представників знаті в їх подорожах. Е. Гурк став користувався прихильністю майбутнього імператора Фердинанда, з яким після 1830 року здійснив кілька поїздок по австрійської імперії, в результаті яких було створено ряд пейзажів з фотографічною точністю відображених їм акварельних видів, а також полотен із зображенням коронації Фердинанда в Празі і Мілані.
Едуард Гурк прославився як пейзажист, літограф і, почасти, портретист.
У 1833 році кращі акварелісти імперії, в тому числі і Едуард Гурк, отримали замовлення ерцгерцога Фердинанда на створення, так званої, «Книги картин», що відображає найкрасивіші пейзажі і найважливіші місця на території австрійської монархії і сусідніх країн. Перші, виконані Е. Гурком замовлення Фердинанда датуються +1833 роком, останні акварелі були створені в революційному 1848 році, коли кайзер Фердинанд змушений був зректися престолу.
У 1840 році Гурк відправився в подорож по Сирії та Палестині. Однак, у ході подорожі заразився тифом і помер у віці 39 років в Єрусалимі.
Художник вніс найважливіший внесок у розквіт австрійської акварельного живопису. Окремі роботи Е. Гурка зараз знаходяться в Галереї Альбертіна.

## Твори

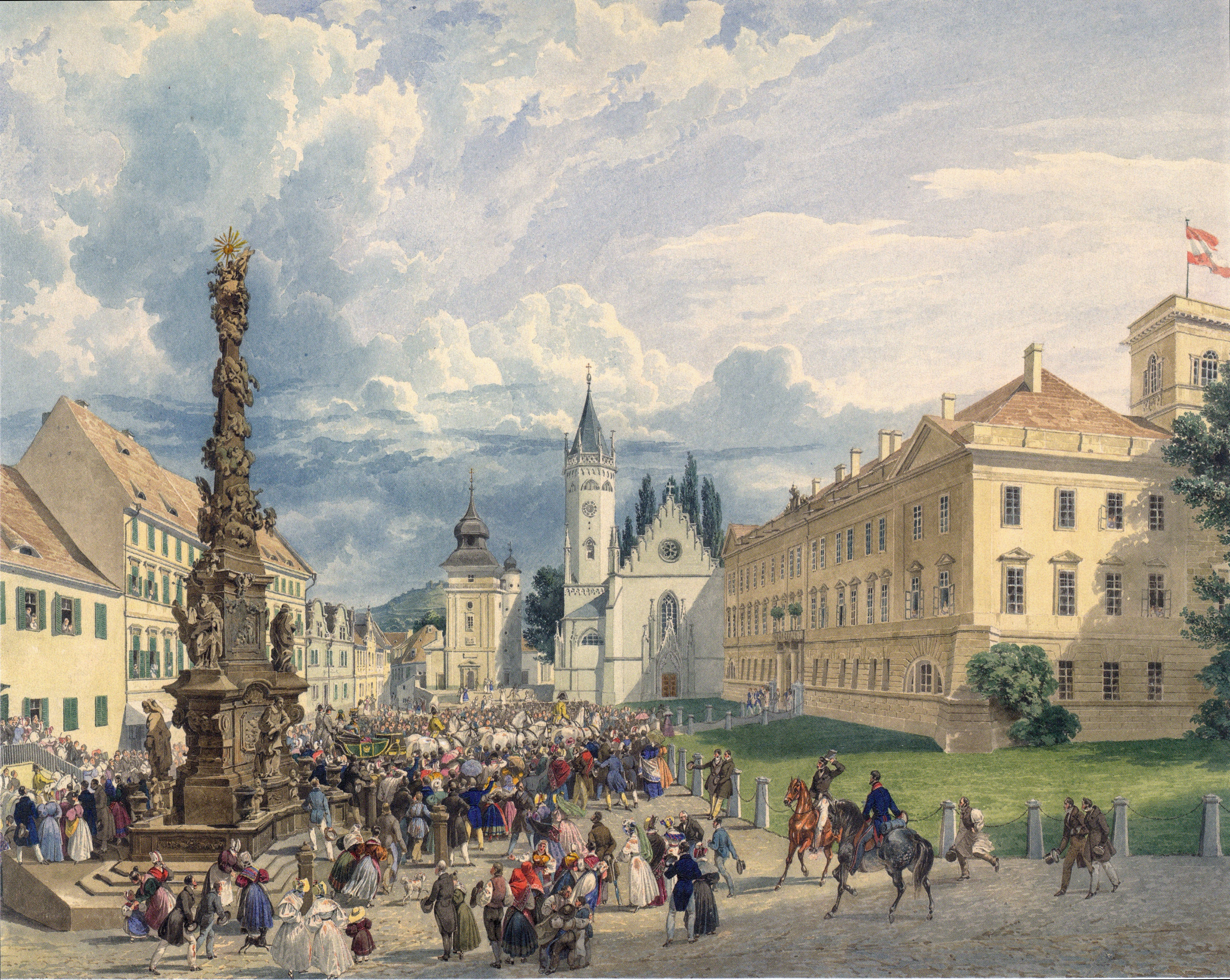
The "Kaiserbesuch" in Teplitz (1836)
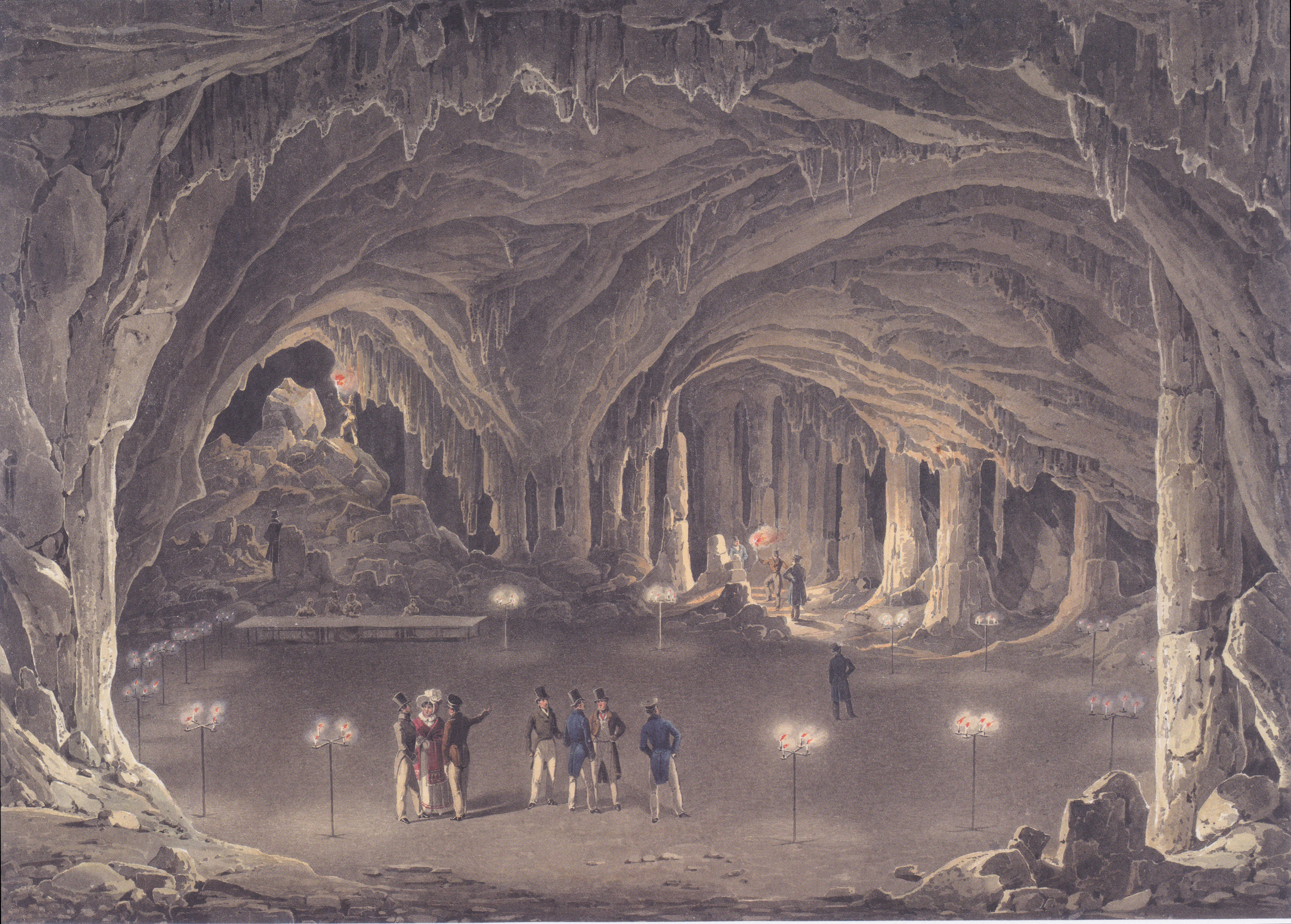
Постойнска-Яма (1834)
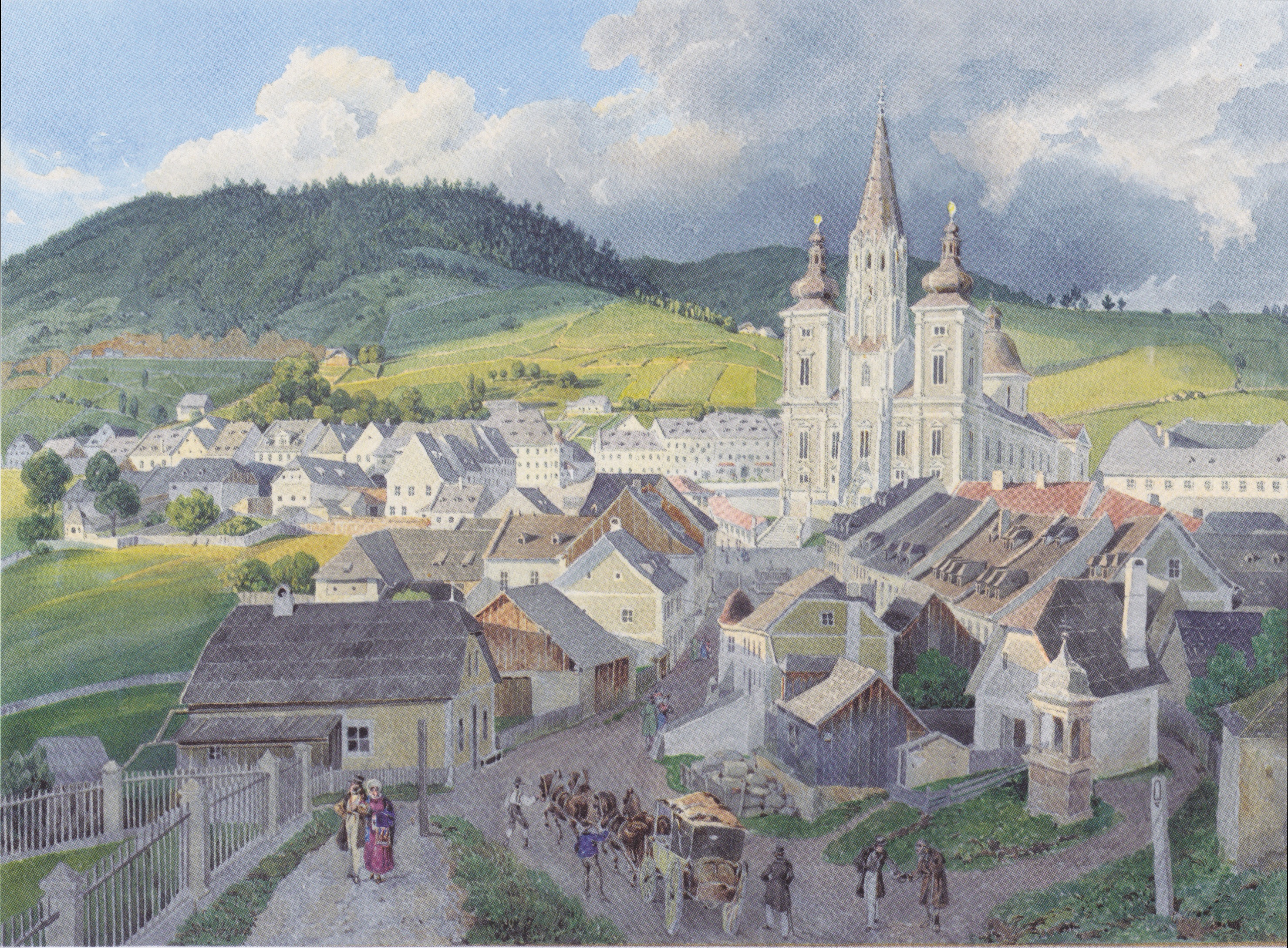
Grace Church in Mariazell (1833)
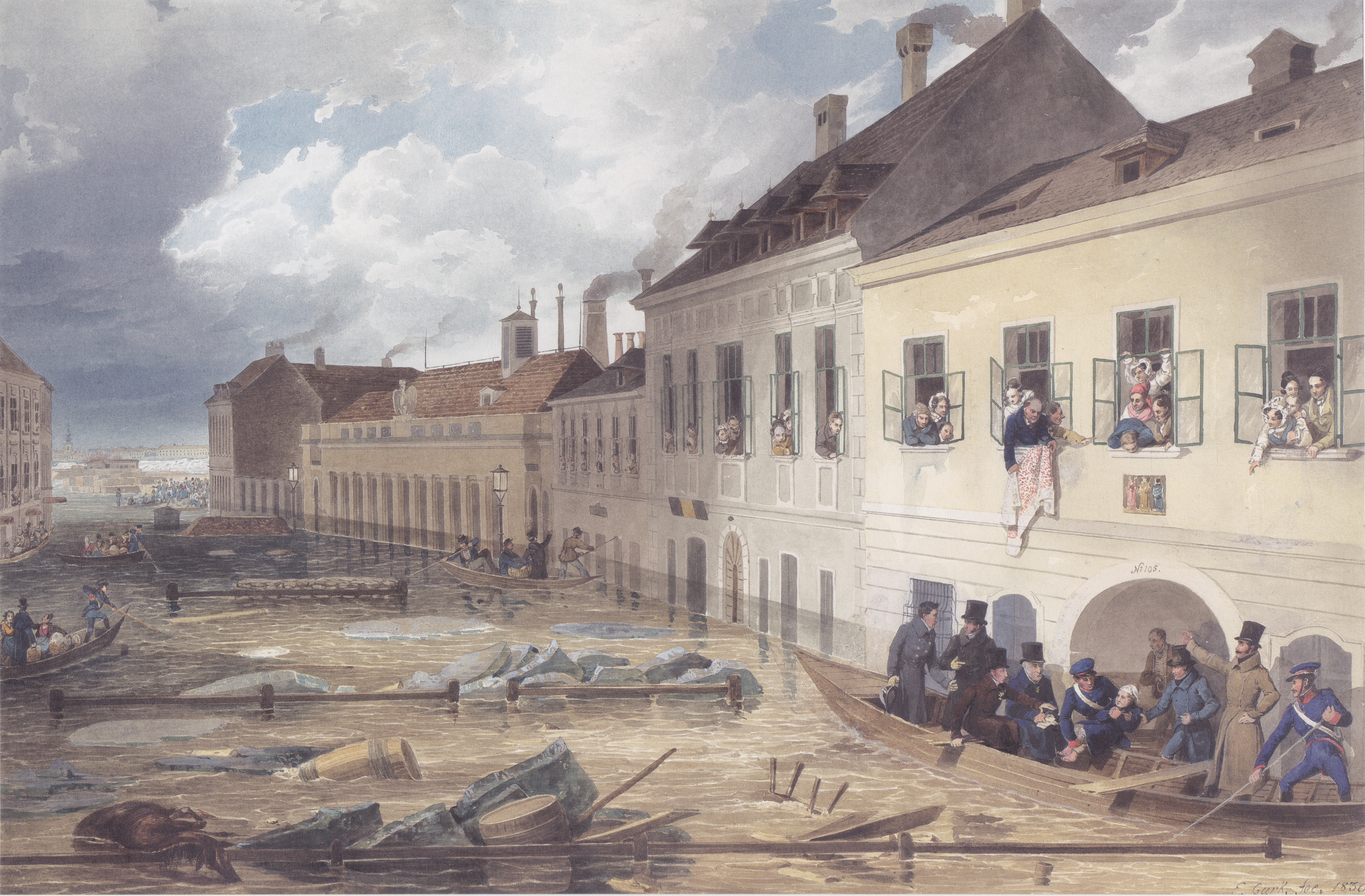
The Great Flood of 1830 in Vienna